# قائمة الاعتداءات الإسرائيلية وضحايا الحرب على غزة 2014
هذه هي قائمة لعمليات جيش الإحتلال الإسرائيلي في عملية الجرف الصامد، والتي بدأت يوم 8 يوليو 2014، وهي قائمة لبيان الأهداف المهاجمة والاصابات أثناء العملية. منذ أن أُجبرت إسرائيل على الانسحاب من مستوطناتها وأجلت مستوطنيها في قطاع غزة في عام 2005، فرضت حصارا خانقا على القطاع وقامت بعدة عمليات عسكرية عدائية ضد المنطقة، بما في ذلك مجزرة غزة في عام 2009، والذي قتل فيها 1417 فلسطيني و 13 إسرائيليا، والحرب على غزة في 2012  والتي قتل فيها 120-160 فلسطينيا و2 من الإسرائيليين، واشتباكات مارس 2012 بين غزة وإسرائيل. القوات المتصارعة تتكون من مسلحين في غزة لديهم مخزون من الصواريخ بعيدة المدى، مثل صواريخ غراد ولكنهم بالأساس يقومون باستخدام صواريخ مصنعه محليا في البيوت أو المصانع، غير دقيقة إلى حد كبير، بخاصة صواريخ القسام، التي يضرب الكثير منها حقولا مفتوحة،  مقابل القوات الإسرائيلية العسكرية مجتمعة، -زوارق حربية بحرية في الشرق، ودبابات متمركزة على الحدود البرية، وسلاح الجو الإسرائيلي  المجهز بطائرات F-15 المقاتلة، وطائرات الأباتشي AH-64 وصواريخ دليلة وطائرات IAI هيرون-1 بدون طيار وصواريخ أريحا 2. ويمتلك السكان المدنيين الإسرائيليين، بالإضافة إلى ذلك، امكانية للوصول إلى ملاجئ آمنه، وصفارات للإنذار المبكر ونظام القبة الحديدية الدفاعي لكشف واعتراض الصواريخ. وفقا لأوين جونز، وفي تعقيبه على الاختلاف في قدرات التسلح بين الطرفين، فان التغطية الإعلامية في الغرب تفشل في عكس واقع التفاوت العسكري الواضح في الصراع.

## اليوم الأول: ليلة الاثنين - الثلاثاء 8 يوليو 2014
مع نهاية اليوم الأول، كانت الغارات الجوية الإسرائيلية قد ضربت 150 هدفا وقتلت 25 شخصا. انتهت فترة هدوء مؤقت كانت إسرائيل تبحث فيها إيجابيات وسلبيات  غزو غزة عندما:
- قتل محمد شعبان (24 سنة)، وهو قائد بارز في الجناح العسكري لحماس، مع اثنين من الركاب الآخرين، أمجد شعبان (30 سنة) وخضر باشليقى (45 سنة) [1][9] عندما اصيبت سيارته بصاروخ إسرائيلي، بالقرب من شارع الوحدة، في مفترق طرق الشعبية بمدينة غزة.[1]
- بعد خمس دقائق، وقع انفجاران على مقربه من ذلك المكان في حي الزرقاء.[1]
- في غارة على حي الشيخ رضوان قتل طفل واحد في مدينة غزة، أحمد نائل المهدي (15 سنة)، في حين أن اثنين آخرين من أصدقائه قد أصيبوا.[6][10]
- في غارة في القرارة، شمال مدينة خان يونس، قتل سليمان سلمان أبو سوايين (22/30 سنة) وأصيب رجل آخر بجروح خطيرة.[10]
- غارة جوية استهدفت سيارة توك توك في حي الشجاعية في مدينة غزة، مما أسفر عن مقتل أحمد موسى حبيب (48 سنة) وأحمد عاهد حبيب (19 سنة).[10]
- غارة جوية استهدفت دراجة نارية في شمال قطاع غزة بالقرب من أبراج الشيخ زايد، جباليا وقتلت فخري صالح الجوري/ = ساقي عايش الجوري (22 سنة) ؟ [9][10]
- الساعة 3 صباحا. ضربة صاروخية من طائرة مقاتلة F-16 على منزل عائلة الكوارع-في خان يونس، أثناء استهدف الناشط عودة أحمد محمد كوارع، ويعتقد أن يكون عضوا في حماس، [11] مما أسفر عن مقتل 8 فلسطينيين بينهم ستة أطفال، وأصيب 25 بجروح خطيرة. تختلف الروايات حول وقوع الحادث. رواية تذكر أنه قد سبق الضربة الصاروخية إنذار ضوئي أطلق من طائرة بدون طيار، وإجراء 'دقة على السطح " الذي ينطوي على طلقة هاون صغيرة تطلق على الهدف.[11] ووفقا لمصدر واحد تجمع الأقارب والجيران في المنزل لتشكيل درع بشري.[10] وذكر آخر أن خمس عائلات قد اجلت المكان بعد إطلاق الصاروخ التحذيري، ولكن الجيران تجمعوا على السطح محاولة اعاقة العملية.[6] في الضربات السابقة غالبا كانت تجهض إذا كان المكان مزدحم بالمدنيين على أسطح المنازل.[12] ورواية ثالثة قالت أن تجمع الجيران قد جاء بعد الضربة الأولى، لمنع ضربة أخرى.[11] وكان التقييم الرسمي الاسرائيلى للواقعة أنه كان «خطأ مأساوي» استنادا إلى اعتقاد أن المنزل كان فارغا.[12] الأطفال الستة هم: -

سراج عبد العال (8 سنين) توفي متأثرا بجراحه في وقت لاحق.
باسم سالم حسين كوارع (10 سنين)
حسين يوسف حسين كوارع (13 سنة)
محمد علي فرج كوارع (12 سنة)
عبد الله حامد كوارع (6 سنين)
قاسم جابر عدوان كوارع (12 سنة).
- أيضا دمرت ضربة جوية منزل في وسط غزة، وعثر على جثة رشاد ياسين، من مخيم النصيرات للاجئين، تحت الأنقاض في وقت لاحق.[10]
- كما فشل هجوم صاروخي على منزل القائد العسكري لحماس رائد العطار في رفح من قتل القائد المستهدف.[11]
- ضربت غارة جوية منزل في بيت حانون في شمال قطاع غزة مما أسفر عن مقتل المقاتل الكبير في الجهاد الإسلامي حافظ حمد (30 سنة) وخمسة من أفراد عائلته. ونجا أربعة أطفال دون أن يمسهم سوء بعد أن وضعتهم الأم في أكثر الغرف أمانا، ولكن أصيب الطفل الأخير قبل أن يتم نقله للغرفة الآمنه ونقل إلى وحدة العناية المركزة.[13]

إبراهيم محمد حمد (26 سنة)
مهدي محمد حمد (46 سنة)
فوزية خليل حمد (62 سنة)
دنيا مهدي حمد (16 سنة)
سهى حمد (25 سنة).
- قتل عبد الحليم العشرة (55 سنة) في مزرعته في مدينة دير البلح. طاقم الدفاع المدني اكتشفت جثته في وقت لاحق بعد 4 أيام.[15]

## اليوم الثاني: الأربعاء 9 يوليو 2014
ارتفع عدد القتلى من 32 الي 41 ثم 52 قتيل، وبحلول نهاية يوم الأربعاء كان قد قتل 61، 28 منهم في صباح ذلك اليوم. ووصل المصابون الي نحو 300-450. عُثِر علي 6 نساء و 9 أطفال من بين اثنين وعشرين 22 قتيل. ضربت القوات الجوية الإسرائيلية نحو 160 هدف بين عشية وضحاها،  وبلغ مجموع الضربات 430 ضربة في يومين، بما في ذلك 120 قاذفة صواريخ مخبأة وأنفاق و10 مراكز سيطرة وقيادة لحماس. وأطلق 82 صاروخ من غزة على إسرائيل، 21 منها تم اعتراضها.
- غارة جوية على حي الشوكة في رفح، أدت إلى مقتل عبد الهادي جمعة الصوفي (24 سنة) واصابة شخص واحد آخر بجروح خطيرة.[20]
- انقض صاروخ من طائرة استطلاع إسرائيلية في الفجر ة على رفيق كافارني (30 سنة)، في حين كان على دراجة نارية في بيت لاهيا، وأصيب آخرون بجروح بالغة.[6][21]
- نايفة فرج الله (80 سنة) توفيت تحت أنقاض منزلها في المغراقة الذي تهدم من غارة جوية.[6][22]
- قتل كل من أمينة ملك (27 سنة)، وابنها محمد ملكة (I العام، وستة أشهر من العمر)، وحاتم أبو سليم في غارة جوية إسرائيلية على منزل في حي الزيتون في مدينة غزة.[14] تم نسف الزوج / الأب، مصطفى ملكة، وهو ضابط الأمن تابع لحماس، بعيدا عن منزله بمسافة متر.[22]
- قتل عبد الناصر أبو كويك (60 سنة) وابنه خالد (31 سنة) بصاروخ القوات الجوية الإسرائيلية في حقل بالقرب من مخيم النصيرات للاجئين.[6][22]
- غارة جوية إسرائيلية قتلت محمد خالد نمرة (22 سنة) في حي الصبرة في مدينة غزة.[9][14]
- الشقيقان، محمد عارف (13 سنة) وأمير عارف (12 سنة) قتلوا في غارة جوية على الشجاعية، شرق مدينة غزة.[23][24]
- ادى هجوم صاروخي في الساعة 11.55 على منزل في بيت حانون لقتل امرأة تدعى سحر حمدان (حسن) المصري (40 سنة) وابنها إبراهيم (14) في سن المراهقة.[14][22] وفقا للمركز الفلسطيني لحقوق الإنسان، توفي أيضا طفل آخر من أطفالها وهو أصيل (16 سنة)، جنبا إلى جنب مع ابن أخيها أمجد زاهر حمدان (24 سنة).[5]
- غارة إسرائيلية على مخيم المغازي للاجئين قتلت صمود النواصرة واثنين من الأولادها، محمد خلف النواصرة (4 سنين) والأخر نضال خلف النواصرة، وهو طفل صغير، عندما أصاب صاروخ منزلهم. وطفلين آخرين هم في عداد المفقودين، ويعتقد أن يكونا تحت الأنقاض.[25]
- قتل أمجد حمدان (23 سنة) المزعوم انتماؤه لحركة الجهاد الإسلامي، خارج منزله في بيت حانون في غارة جوية.[25]
- وجهت ضربة ثانية، في الساعة 18:55، ضد عائلة حمد في بيت حانون، في أرضهم الزراعية في شارع زمو حسبما ورد، مما أسفر عن مقتل صالح حمد (58/57 سنة) وإبراهيم حمد (20/19 سنة). ووفقا للمركز الفلسطيني لحقوق الإنسان قتلت أيضا ابنة تدعى أسماء (26 سنة).[5]
- الساعة 20:15، تهدم منزل محمد يوسف مطوق-على أرض زراعية في شارع غزة القديم، وقتلت ابنته ياسمين (3 سنين).[5]
- في الساعة 21:15 وقع هجوم صاروخي على أراضي أسرة مرتجى، شرق تل كليابو والذي الحق أضرار بالغة في منزل جميل أبو غزال، وقتل ابنه عبد الله (4 سنين)، في حين اصيب ابنه الآخر محمد (7 سنين) بجروح بليغة.[5]
- قتلت سامية العرجا (65 سنة) في غارة جوية على رفح. وأصيب ثمانية أشخاص آخرين.
- مساء الأربعاء، قتل حمدي شهاب وهو سائق لوكالة أنباء غزة ميديا 24، عندما اصابت سيارته قذيفة في غارة جوية، مع أنها كانت تحمل علامة التلفزيون بشكل واضح.[16]

وفقا لإحصاءات المركز الفلسطيني لحقوق الإنسان، من 10:00 ص حتي 10:00 ص يوم الخميس، وصل عدد ضحايا القصف الإسرائيلي الي 47 فلسطينيا، اعتبر 43 منهم مدنيين، ومن هذة المجموعة كان هناك 16 طفلا و 10 نساء. وأصيب 214 فلسطينيا ودمر 41 منزلا.

## اليوم الثالث: الخميس 10 يوليو 2014
بين عشية وضحاها قام سلاح الجو الإسرائيلي بتوجيه 322 ضربة جوية، 217 منها على قاذفات للصواريخ. كما استهدفت أيضا منازل أكثر من 40 من قادة حماس، وبذلك يصبح مجموع الضربات الجوية الموجه للقطاع في مدة ثلاثة أيام هو 785 ضربة جوية. وقتل 31 فلسطينيا، ليصل بذلك عدد القتلى طوال الليل إلى 82 قتيل. ومن بين القتلى 10 نساء على الأقل و18 طفلا، وفقا لاحصاء يستند إلى التقارير الطبية. بحلول الليل، قدر أنه أكثر من 350 صاروخ قد أطلق على إسرائيل، 90٪ منها تم اعتراضها، في حين أن سلاح الجو الإسرائيلي قد قام بحوالي 900 ضربة جوية.
- ضرب صاروخ إسرائيلي سيارة في شمال قطاع غزة مما أسفر عن مقتل محمود ولود، وحازم بعلوشة وراكب ثالث.[16]
- توفيت الفتاة ياسمين محمد سنين مطوق (4 سنين) متأثرة بجراحها بعدما أصاب صاروخ إسرائيلي الموقع في خان يونس.[16]
- قتل إسماعيل أبو جامع (19 سنة) في هجوم صاروخي على خان يونس.[16]
- قتل عبد الله رمضان أبو غزال (5 سنين) في هجوم صاروخي في بيت لاهيا.[16]
- ضُرب صاروخ على مبنى سكني في رفح فأصاب 3 رجال تصادف سفرهم في سيارة مارة بالمبني.[16]
- ضربت غارة جوية إسرائيلية مقهى وقت المرح [28] على شاطئ البحر في خان يونس، مما أسفر عن مقتل 9 فلسطينيين وإصابة 10 آخرين، الذين قيل عنهم أنهم كانوا يشاهدون مباراة هولندا مع الأرجنتين في كأس العالم لكرة القدم 2014 في الدور نصف النهائي، التي لم يمكنوا من رؤيتها في خان يونس بسبب انقطاع الكهرباء.[28] معظمهم الضحايا في العشرينات من العمر ومن بينهم، [16]

محمد خالد قنن
إبراهيم قنن (شقيق محمد)
حمدي كامل سوالي
سليمان الأسطل
أحمد الأسطل
موسى الأسطل
محمد العقاد
محمد احسان فراونه (18 سنة) الذي عثر على جثته في وقت لاحق تحت الأنقاض.
كان تعليق أحد السكان المحليين على الحادث: «النتيجة لهذه المباراة هنا؟ فاز اليهود 9-0.» 
- قتل 4 أفراد من عائلة شالاط. الزوج والزوجة وطفليهما في غارة جوية على قرية الزوايدة.[16]
- قتل 8 أفراد من عائلة الحاج، وأصيب حوالي 30 شخصا بجروح، عندما استهدف صاروخ إسرائيلي منزل في خان يونس.وفقا لمصادر فلسطينية، لم يكن هناك أي تحذير.[16] الضحايا معظمهم من الأطفال ومن بينهم:

طارق الحاج
نجلاء الحاج
أمينة الحاج
سعد الحاج
عمر الحاج
أمينة الحاج
باسمة الحاج (57 سنة) 
- أصاب صاروخ منزل رائد شالاط في مخيم النصيرات للاجئين، مما أدى إلى استشهاده وإصابة عدة أشخاص آخرين.[16]
- في هجومين آخرين على منازل في خان يونس، قتل 3 نساء و 7 أطفال.[16]
- استهدف صاروخ دراجة نارية في رفح وأصاب ثلاثة رجال.[16]
- أدت غارة جوية في مدينة غزة الي جرح شخصين.[16]
- ضربت غارة جوية مخيم المغازي للاجئين في وسط قطاع غزة.[16]
- ضرب صاروخ سيارة في شارع النفق في مدينة غزة. مما أدى لمقتل ثلاثة مقاتلين من حركة الجهاد الإسلامي سرايا القدس، بهاء أبو الليل (35 سنة)، ووسام قنديل وأمير الفيومي واصيب أربعة اخرون.[16]
- قتل الصبي عبد الرحمن الخطاب (8 سنين) في منطقة الهكار في دير البلح عندما ضرب صاروخ إسرائيلي منزله.[16]
- جرح جنود في الجيش الإسرائيلي بشظايا قذائف المورتر ويعانى واحد منهم إصابات خطيرة تتطلب جراحات متعاقبة.[2]

## اليوم الرابع: الجمعة 11 يوليو 2014
قبل الفجر، ذكرت الإذاعة الإسرائيلية أن مجموع القتلى الفلسطينيين وصل 92 قتيلا. توفيت امرأة مسنة في إسرائيل من نوبة قلبية عندما هرعت إلى ملجأ خلال تنبيه صفارات الإنذار في حيفا. ذكرت مصادر فلسطينية في حوالي منتصف النهار أن 11 فلسطينيا قد قتلوا منذ منتصف الليل، ليصل عدد الوفيات إلى 100. وحتى تلك الساعة لم تسبب الهجمات الصاروخية من غزة أي وفيات إسرائيلية، مع أن هجوما على محطة للوقود في أشدود أصاب ناقلة وقود وجرح من 3  إلى 8 أشخاص، أحدهم حالته خطيرة. وتعدت الغارات الإسرائيلية على أهداف في غزة الرقم 1000.
- الساعة 04:35 وقع هجوم صاروخي لسلاح الجو الإسرائيلي على أنفاق في حي شعث بمدينة رفح وقد اصاب بالتبعية عائلة الندجي في منزلهم وتوفيت ابنتهم نور مروان الندجي (10 سنين) متأثرة بالشظايا، وأصيب شقيقها عبد الرحمن (15 سنة) وأمه، سلوى أحمد الندجي (49 سنة) بجروح.[31][34]
- الساعة 10:00، هدم صاروخ لسلاح الجو الإسرائيلي منزل مقلد حميد في جباليا.[15]
- في الساعة 10:30، توفي سفيان أحمد بلعاوي (39 سنة) متأثرا بجراح أصيب بها من هجوم صاروخي لسلاح الجو الإسرائيلي الذي ضرب حديقة بالقرب من منزله.[15]
- قتل أنس أبو كاس (33 سنة)، الذي توفى والديه في عملية الرصاص المصبوب، في غارة على عيادته في الدور الخامس في حي تل الهوى في مدينة غزة، وورد أنها كانت تستهدف مؤسسة لحماس في المبنى.[29][30][31][34]
- استهدفت غارة جوية إسرائيلية، من ثلاث قذائف، منزل عائلة غنام في رفح فجرت المنزل إربا وتضررت العديد من الممتلكات الأخرى. قتل 5 من أفراد العائلة، بينما نجا حسن (20 سنة) بالرغم من الجراح. أصيب 7 من الجيران. وكان أحد أفراد الأسرة عضو في حركة الجهاد الإسلامي.[31][34]

غالية ديب جابر غنام (57 سنة)
كفاح شحادة ديب غنام (20 أو 33 سنة)
وسام عبد الرازق حسن غنام (23 أو 31 سنة)
عبد الرازق حسن غنام (58 سنة)
محمود عبد الرازق الغنام (28 سنة)).
وقتل طفل عمره عشر سنوات في منطقة رفح.
- قتلت غارة جوية في محيط مخيم النصيرات للاجئين عدنان الاشهب (40 سنة).[31]
- ادى هجوما جويا على مدينة غزة إلى مقتل رجل وصفته مصادر فلسطينية بانه طبيب وصيدلي.[33]
- الساعة 11:00 أصاب صاروخ طائرة بدون طيار منزل حسن أبو غالي المكون من 3 طوابق في حي الأمل غرب مدينة خان يونس، تبعه بعد ذلك بوقت قصير هجوم صاروخي من قبل طائرة حربية لسلاح الجو الإسرائيلي. وقد تم تهدم المنزل بالكامل.[15]
- الساعة 12:00 قتل مازن مصطفى اصلان (51 سنة) وشاريان إسماعيل أبو الكاس (41 سنة) بينما كانا يستقلا سيارة في بلدية البريج التي أصيبت بصاروخ من طائرة بدون طيار.وقد وصفت مصادر فلسطينية الاثنين بانهما موظفي بلدية تابعان لحماس. أصيب ثلاثة من السكان المحليين، واحدة منهم، وهي الفتاة شهد حلمي القريناوي (5) توفيت بعد فترة وجيزة في المستشفى.[15][31]
- الساعة 12:20، وجه سلاح الجو الإسرائيلي ضربة صاروخية لشقة شادي العريني في بيت لاهيا فتضررت بشدة، وأصيب 5 فلسطينيين.[15]
- في الساعة 13:25، أطلق صاروخ من طائرة بدون طيار، بعد صلاة الجمعة في خان يونس، أصاب 5 فلسطينيين ورد انهم من المدنيين. واثنتين من النساء كانوا من بين الجرحى.[15]
- في الساعة 14:00، دمرت طائرة حربية تابعة لسلاح الجو الإسرائيلي منزل رمزي نبهان في جباليا. جاؤه إنذار إسرائيلي على الهاتف لاخلاء المنزل مسبقا.[15]
- في الساعة 14:05، قتل محمد ربيع أبو حميدان (64 سنة) وأصيب 3 آخرون عندما استهدف صاروخ من طائرة بدون طيار منطقة بالقرب من محطة غاز حمودة، خارج بيت حانون.[15][31]
- حوالي الساعة 14:10، أطلق صاروخ من طائرة بدون طيار تضرر له بشدة منزل تحسين سليم في بيت لاهيا، وفقا لمصدر فلسطيني لأن الضربة كانت دون سابق إنذار.[15]
- في الساعة 15:30، هدم صاروخ لسلاح الجو الإسرائيلي منزل من طابقين تابع لمحمود غابين في حى التفاح شرقا قبالة مدينة غزة.[15]
- حول الساعة 15:40، دمر صاروخ من طائرة بدون طيار منزل رياض العبسي بعد أن تم تحذير سكانه أن يتركوه.[15]
- في حوالي الساعة 16:00، هدم هجوم صاروخي شنه سلاح الجو الإسرائيلي منزل مكون من 3 طوابق لفاضل محمد شلدان، وهو منزل يأوي 5 عائلات في مدينة غزة.[15]
- في الساعة 16:45، استهدفت الطائرات الحربية لسلاح الجو الإسرائيلي موقع للمقاتلين بصاروخ بالقرب من جامع دار السلام في حي الزيتون، مما أدى إلى اصابة 8 فلسطينيين كانوا يغادرون المسجد، ورد أنهم مصلين مدنيين. واحد منهم، ناصر محمد اسمامية (49 سنة)، توفي في وقت لاحق بعد نحو 4 ساعات.[15][31]
- وفي حوالي الساعة 17:00، لقى ساهر أبو ناموس (3 أو 4 سنين) في جباليا حتفه عندما أطلق صاروخا من طائرة بدون طيار تجاه فلسطينيين خارج ديارهم فقتله، ورد ان الصاروخ كان يستهدف منزل.[15][31]
- في الساعة 17:05، تهدم منزل أنور السيسي بشدة بواسطة صاروخين لسلاح الجو الإسرائيلي.[15]
- في الساعة 18:00، هدمت غارة لسلاح الجو الإسرائيلي منزل مكون من 5 طوابق يملكه سعد أحمد السميري في حي الشعف، شرقي مدينة غزة.[15]
- في الساعة 19:25، أطلقت طائرة بدون طيار صاروخين على منزل محمد محمد أبو صبيح في مخيم خان يونس للاجئين. بعد ذلك بوقت قصير، هدمت غارة أخرى لسلاح الجو الإسرائيلي المنزل تماما.[15]
- في الساعة 19:45، هدمت غارة لسلاح الجو الإسرائيلي منزل مكون من 4 طوابق يملكه إسماعيل أحمد الشامي، ويقطنه 4 عائلات.[15]
- في الساعة 19:45، لقى كل من محمد صابر مصطفى سكر (72 أو 80) وحسين محمد مملوك (49) حتفهما عندما أطلق صاروخ لسلاح الجو الإسرائيلي على مساحة ورد أنه كان بها عدة مدنيين فلسطينيين في طريقهم إلى مسجد تحت القصف في منطقة نزار في حي الشجاعية، شرق مدينة غزة. اصيب رجل ثالث، وهو فادي يعقوب سكر (25 سنة) بجروح شديدة، وتوفي بعد ساعة. أصيب ثلاثة فلسطينيين المزيد من الإصابات.[2][15][31]
- في الساعة 20:05، ضرب صاروخين من طائرات بدون طيار منزل محي الدين عبد الماجد النجار المكون من طابقين في منطقة معن في محافظة خان يونس، تبعة ضربة صاروخية لسلاح الجو الإسرائيلي دمرته تماما.[15]
- في الساعة 20:30، هدم منزل معتز عقل في مخيم النصيرات للاجئين في غارة لسلاح الجو الإسرائيلي.[15]
- في الساعة 20:45، ضربت 3 صواريخ من طائرات بدون طيار على منزل أحمد عبد الحي قيلاب المكون من 3 طوابق في مخيم خان يونس للاجئين، واكتمل تدميره بعد ذلك بوقت قصير بضربة صاروخية أخرى لسلاح الجو الإسرائيلي.[15]
- في الساعة 21:10، أطلق صاروخ لسلاح الجو الإسرائيلي على الملاعب في حرم كلية فلسطين التقنية في دير البلح مما الحق بها أضرار شديدة.[15]
- في الساعة 21:25، دمر صاروخ لسلاح الجو الإسرائيلي منزل محمد ثابت في مخيم النصيرات للاجئين.[15]
- في الساعة 21:45 دمرت غارة لسلاح الجو الإسرائيلي منزل أسامة أبو ستة في دير البلح.[15]
- في الساعة 22:00، دمرت غارة لسلاح الجو الإسرائيلي منزل عائلة فرج في مخيم النصيرات للاجئين.[15]
- في الساعة 22:20، توفي كل من المقاتلان الفلسطينيان رامي صالح محمد أبو مساعد (26 سنة) ومحمد أحمد السواميري (24 سنة)، عندما أصابهما صاروخ من طائرة بدون طيار في حقل في دير البلح.[15]
- في الساعة 21:40، هدم هجوم لسلاح الجو الإسرائيلي منزل مكون من 4 طوابق يملكه محمد عبد الهادي صيام، ويقطنه 5 عائلات، في مخيم الشاطئ للاجئين.[15]
- في الساعة 22:00، هدم قصف لسلاح الجو الإسرائيلي منزل يوسف محمد البيك المكون من طابقين في شارع النفق، بمدينة غزة، ودمرت 5 قذائف مدفعية منزل سعيد سالم عبد العال في مكان قريب. أصيب 2 من المدنيين الفلسطينيين.[15]
- توفي رائد أبو هاني (50 سنة) في غارة جوية على شرق رفح.[31]
- حسين المملوك (47 سنة) وصابر سكر (80 سنة) لقوا مصرعهم خلال الغارات الجوية والقصف على حي النزار في منطقة الشجاعية في غزة، مما رفع عدد القتلى إلى 107 قتيل. وأصيب ثلاثة فلسطينيين أخرون.[2][31]
- اصيبت امرأة مسنة في بئر السبع (80 سنة) بجروح متوسطة من صاروخ أطلق من غزة في وقت متأخر من المساء، وجرح اثنين آخرين.[2]
- أصيب اثنان من جنود الجيش الإسرائيلي بجروح طفيفة بصاروخ مضاد للدبابات تضررت منه سيارتهم الجيب.[2]
- في المنطقة الجنوبية لإسرائيل لجأ 78 شخصا للرعاية الصحية في المستشفيات منذ بداية عملية الجرف الصامد، 21 يعانون من الصدمة، و 57 مصابون بجروح طفيفة أصيبوا بها أثناء الإسراع إلى الملاجئ.[2]

وعند تخطى عدد القتلى حاجز المائة 100 قتيل، أصدر مكتب الأمم المتحدة لتنسيق الشؤون الإنسانية حصرا يفيد بأن 20٪ من الوفيات، 21 من 101 قتيل، إلى الآن هم أطفال، و11 امرأة، و58 مدنيا. وذكرت أيضا أن عدد الجرحى تجاوز 700. ضربت إسرائيل حتى الآن أكثر من 1000 هدف باستخدام أكثر من 2000 طن من المتفجرات. تضررت من جراء ذلك القصف العديد من المرافق الصحية، ودمر 70 منزلا بالكامل، ودمرت أو تضررت 342 وحدة سكنيه، ويعتقد أن حوالى 2000 شخص قد شردوا أو نزحوا.

## اليوم الخامس: السبت 12 يوليو 2014
- في الساعة 00:20، دمرت غارة جوية لسلاح الجو الإسرائيلي منزل سالم أبو منديل شرق مخيم المغازي للاجئين.[15]
- في الساعة 00:30، هدمت غارة لسلاح الجو الإسرائيلي منزل مكون من 3 طوابق يملكه محمد سعيد الشوا، ويقطنه ثلاث عائلات، في حي التفاح، في الجزء الشرقي من مدينة غزة.[15]
- في الساعة 00:40، قصفت الزوارق الحربية الإسرائيلية شاطئ خان يونس وميناء الصيد، والحقت أضرار بالمنشأة وقارب واحد.[15]
- في الساعة 00:40، أصبت 3 صواريخ لسلاح الجو الإسرائيلي منزل ياسر نبيل نطاط ودمرته في منطقة الشعوت، جنوب مدينة رفح.[15]
- في الساعة 01:20، أطلق صاروخين من طائرات بدون طيار على منزل غالب كامل منصور، العضو بكتائب عز الدين القسام، في حي الجنينة شرقي رفح، بعد أن جرى اتصالا هاتفيا مع زوجته لتحذيرها، وتبع الصاروخين ضربة لسلاح الجو الإسرائيلي دمرته بعد ذلك.[15]
- في الساعة 01:30 أسفرت ضربة في شارع النصر [15] عن مقتل شخصين. ورد أن عائلة قنديل، الأب والابن، فروا من منزلهم على أمل أن يتجنبوا الأضرار الناجمة عن الشظايا، وذلك عندما تلقى جيرانهم تحذيرا إسرائيليا بغارة وشيكة على المنزل المجاور (عن طريق طرقه على السطح)، وأخذوا المأوى تحت شجرة مع الآخرين، ولكن الصاروخ لم يصيب المنزل وقتلهم.[35]، القتلى هم:

يوسف قنديل
أنس قنديل (19 سنة) 
- في الساعة 01:30، أصاب صاروخ من طائرة بدون طيار منزل مكون من 3 طوابق يملكه عابد حمد العبد الله في قرية القرارة، شمال مدينة خان يونس، وتبع ذلك ضربة من سلاح الجو الإسرائيلي دمرته بعد بضع دقائق في وقت لاحق.[15]
- في الساعة 01:35، (في رواية أخرى الساعة 00:35) ضرب صاروخ من طائرة بدون طيار على موقع وصف بشكل متعدد أنه ميدان الشهيد أنور عزيز أو ساحة مسجد أنور عزيز [36] في مخيم جباليا للاجئين الفلسطينيين، مما أدى لمقتل 4 فلسطينيين وإصابة خمسة. الأربعة القتلي هم:

حساب ديب رزاينه (39 سنة)
عبد الرحمن صالح الخطيب (38 سنة)
يوسف محمد منديل (39 سنة)
محمد ادريس أبو سويلم.
- في الساعة 01:45، دمرت غارة لسلاح الجو الإسرائيلي منزل محمد وشوقي عفانة المكون من طابقين، وسببت أضرار جانبية لمنزل قريب. أصيب 7 مدنيين الفلسطينيين.[15]
- في الساعة 02:10، هدم صاروخ من طائرة بدون طيار منزل مكون من طابقين يملكه يحيى عثمان مسامح في قرية بنى السهيلة، شرق خان يونس.[15]
- في 2:15 صباحا، هدمت غارة جوية لسلاح الجو الإسرائيلي مسجد الفاروق في مخيم النصيرات للاجئين.[15][36]
- في الساعة 02:30، دمرت ضربة صاروخية لسلاح الجو الإسرائيلي منزل مكون من 3 طوابق يملكه صابر سليمان في جباليا.[15]
- في الساعة 02:40، أطلق صاروخ من طائرة بدون طيار على منزل يحيى إبراهيم سنوارس في قسم السطر الغربي في خان يونس، وتم تدميره بعد فترة وجيزة خلال غارة لسلاح الجو الإسرائيلي.[15]
- في الساعة 02:55، دمرت ضربة صاروخية لسلاح الجو الإسرائيلي مكاتب جمعية خيرية إسلامية في بيت لاهيا.[15]
- في الساعة 02:55، دمرت غارة لسلاح الجو الإسرائيلي مركز شرطة الزهراء.[15]
- في الساعة 03:05، أصاب صاروخ من طائرة بدون طيار منزل حاتمه عبد القادر الفقاوي المكون من 3 طوابق في مخيم خان يونس للاجئين، ودمرته ضربة صاروخية أخرى من سلاح الجو الإسرائيلي بعد ذلك.[15]
- في الساعة 03:20، وهو ضرب سلاح الجو الإسرائيلي منزل عصام دعالس في مخيم النصيرات للاجئين.[15]
- في الساعة 03:30، دمرت غارة لسلاح الجو الإسرائيلي منزل محمد علي عبد العال المكون من 5 طوابق، ويقطنه 5 عائلات، في حي التفاح شرق مدينة غزة.[15]
- في الساعة 03:55، دمرت غارة لسلاح الجو الإسرائيلي منزل هشام عقل في مخيم النصيرات للاجئين.
- في الساعة 04:00، دمرت غارة لسلاح الجو الإسرائيلي منزل صبحي مشتهى المكون من 4 طوابق، والذي تقطنه 12 عائلة، في حي الشجاعية في شرق مدينة غزة.[15]
- في الساعة 04:25، أصاب صاروخين من طائرة بدون طيار منزل محمود محمد اصلايح في حي المنارة، جنوب مدينة خان يونس، وهدم بضربة أخرى لسلاح الجو الإسرائيلي بعد ذلك بوقت قصير.[15]
- في الساعة 04:55، قتلت 2 من النساء المعوقين عقليا وجسديا، بينما أصيب عدة أشخاص آخرين بجروح، وذلك عندما وقع هجوم من سلاح الجو الإسرائيلي على دار خيري لرعاية ذوي الاحتياجات الخاصة في بيت لاهيا.[36][37]، القتيلتان هما:

علا وشاحي (علا حسين إنشاصي) (30 أو 31 سنة)
سهى مصباح أبو سعدة (39 أو 47 سنة).
- في الساعة 05:00، دمرت غارة لسلاح الجو الإسرائيلي منزل مكون من 3 طوابق تابع لأبناء عابد محمد انصاوي، ويقطنه 6 عائلات، في حي الزيتون.[15]
- في الساعة 05:05، دمرت غارة جوية لسلاح الجو الإسرائيلي بيت توفيق عوض.[15]
- في الساعة 05:05، هدمت غارة لسلاح الجو الإسرائيلي مكتب واصف الخيرية في مخيم المغازي للاجئين.[15]
- في الساعة 05:30، أطلقت 3 صواريخ من طائرة بلا طيار دمرت جزئيا منزل أحمد عزت أبو أحمد المكون من طابقين في مخيم الشابورة، رفح، مما أسفر عن إصابة محمد الحوبي (12 سنة).[15]
- في الساعة 05:45، دمر صاروخ لسلاح الجو الإسرائيلي مكتب وزارة العمل في رفح.[15]
- في الساعة 05:55، أصاب صاروخ من طائرة بدون طيار البنك الوطني الإسلامي في مبانى الأغا في وسط خان يونس، والحق أيضا أضرارا بشقق ومنزل مجاور.[15]
- الساعة 06:00، أصاب 4 صواريخ لسلاح الجو الإسرائيلي مكتب جمعية الصلاح الإسلامية في مخيم خان يونس للاجئين، وسبب أضرارا جانبية لبعض المنازل المجاورة.[15]
- بداية من الساعة 06:00 وحتى الساعة 08:30، قصفت الدبابات الإسرائيلية قريتي جحر الديك والمغراقة.ورد أن مدنيا واحدا قد جرح.[15]
- في الساعة 06:45، ضربت غارة جوية لسلاح الجو الإسرائيلي مقاتلون فلسطينيون ينتمون إلى كتائب المجاهدين بالقرب من مسجد الكتيبة في منطقة الأنصار بمدينة غزة، مما أسفر عن مقتل 3، هم:

محمد رفعت السيوطي (20 سنة).
محمد باسم الحلبي (25 سنة).
نبيل أسعد البصل (29 سنة).
- في الساعة 06:50، وقعت غارة جوية لسلاح الجو الإسرائيلي تضرر منها بشدة مبنى إداري في مدينة بيسان للترفيه والإنتاج في بيت لاهيا.[15]
- في الساعة 07:10، قتلت غارة جوية لسلاح الجو الإسرائيلي 3 ضباط شرطة في حديقة في حى التفاح، هم

إبراهيم نبيل حمادة (22 سنة)
حسن أحمد أبو غوش (28 سنة)
أحمد محمود بلعاوي (23 سنة).
- في 07:20، وقعت غارة جوية لسلاح الجو الإسرائيلي على ما وصفته مصادر فلسطينية بانه كان مستودع عائلة الحداد للخشب في جباليا.[15]
- في الساعة 07:30، ضرب صاروخين أطلقا من طائرات بدون طيار منزل عضو من حركة الجهاد الإسلامي، محمد جمال تمراز، في مخيم تل السلطان للاجئين، غرب مدينة رفح. وقد أجرى اتصالا هاتفيا مع جاره لإخلاء منزله مسبقا. بعد فترة وجيزة دمر صاروخ لسلاح الجو الإسرائيلي المنزل.[15][36]
- في الساعة 08:45، دمرت غارة جوية لسلاح الجو الإسرائيلي منزل عائلة الحواجري في مخيم النصيرات للاجئين.[15]
- في الساعة 09:10، دمرت غارة لسلاح الجو الإسرائيلي ما توصفه مصادر فلسطينية أنه كان ملعب في شمال مخيم المغازي للاجئين.[15]
- في الساعة 09:30، ضرب 3 صواريخ من طائرات بدون طيار منزل أحمد وليد مخيمر المكون من 3 طوابق في حي الأمل غرب مدينة خان يونس، وتم هدمه في ضربة متابعة بعد بعض دقائق من قبل سلاح الجو الإسرائيلي في وقت لاحق.[15]
- ضربت الصواريخ ثلاثة منازل على التوالي، تابعة لأسر غنام ونطاط في رفح، والقيادي البارز في حركة حماس يحيى السنوار في مخيم النصيرات للاجئين.[36]
- ضرب منزل عصام دعالس، المستشار السياسي السابق لإسماعيل هنية، وأصيب بصاروخ في مخيم النصيرات للاجئين.[36]
- تضرر وتهدم منزل يعود لعائلة الزويدي في بيت حانون من ضربه جويه.[36]
- أصيب رفعت يوسف عامر سابقا أثناء غارة جوية في منطقة الصفطاوي الشمالية.[36]
- في غارات منفصلة ضرب سلاح الجو الإسرائيلي أيضا منظمة خيرية بالقرب من مستشفى كمال عدوان في بيت لاهيا، في اتجاه الشمال، كما ضرب الفرع الرئيسي للبنك الوطني الإسلامي وجمعية خيرية في خان يونس.[36]
- وقعت غارة جوية على حي الشيخ رضوان بمدينة غزة قتل 6 فلسطينيين [36]، هم:

راتب صبحي الصيفي (22 سنة)
نضال محمد أبو الملش (22 سنة)
غسان أحمد المصري (25 سنة)
عزمي محمود عبيد (51 سنة)
سليمان سعيد عبيد (56 سنة)
مصطفى محمد عناية (58 سنة)
- قتلت غارة جوية على شرق مدينة غزة غازي عارف. وجرح 3 آخرين.[36]
- قتلت غارة جوية على مخيم النصيرات خولة الحواجري (24 سنة).[36]
- وقع قصف إسرائيلي بالقنابل الجوية، في أعقاب وابل من الصواريخ أطلقتها حماس تجاه المدن الإسرائيلية، واستهدف رئيس شرطة حماس في غزة، اللواء تيسير البطش. تختلف الروايات: إما انه استهدف بينما كان يغادر مسجدا في حى التفاح في مدينة غزة، أو في منزل حيث كان يحتمى وقد ضربته قنبلتين. حسب الرواية الأخيرة أصيب البطش حين كان يحتمى في منزل ابن عمه ماجد البطش، وقد هدمت القنابل المنزل وقتلت 22 من أفراد الأسرة في الداخل.[38] أسفر الهجوم عن مقتل ما يقدر بنحو 21/22 من المصلين واصابة 35/45، منهم اللواء البطش.[39] وتمثل مجزرة عائلة البطش أحد أكثر الهجمات فتكا منذ اندلاع الأعمال العدائية.[40] ورد في تقرير واي نت أن المسجد كان الهدف الأساسي، حيث أن العديد من المقاتلين، وبعضهم كان يعتزم إطلاق صواريخ، كانوا من بين القتلى ال 21، وأن الجيش الإسرائيلي «لا ينظر إلى الحادث بأنه خطأ أثناء عمل».[41]
- أصيب مراهق إسرائيلي بشظايا صاروخ من غزة عندما انفجر في عسقلان.[39][42]

## اليوم السادس: الأحد 13 يوليو 2014
بحلول صباح يوم الأحد، ارتفعت أعداد القتلى وأرقام الضحايا في قطاع غزة إلى 165 قتيل فلسطيني وأكثر من 1000 جريح وفقا لوزارة الصحة في غزة. وفي نفس اليوم قال متحدث إسرائيلي ان إسرائيل شنت حتى الآن أكثر من 1300 ضربة جوية، بينما حماس قد أطلقت نحو 800 صاروخ نحو إسرائيل. وأصيب العديد من الإسرائيليين. ألقت إسرائيل منشورات على حوالي 100,000 من سكان غزة تحذر سكان بيت لاتيا والعطاطرة، وذلك لاخلاء المنطقة، حيث تعتزم إسرائيل أن «تضرب بقوة» في وقت متأخر من يوم الأحد. ويظهرأن معظم السكان قد قرروا البقاء،  مع أنه في وقت متأخر من يوم الأحد قد حزم 17,000 من السكان امتعتهم ورحلوا.
- في الساعة 00:25، أطلقت طائرة استطلاع إسرائيلية صاروخا على منزل يعود لعائلة حسونة في مخيم جباليا للاجئين. ولحقت أضرار بالمنزل.[46]
- في الساعة 09:15، ضرب صاروخ من طائرة بدون طيار منزل بسام سالم المكون من طابقين في مخيم المغازي للاجئين، والذي يقطنه 14 شخصا، وبعد ذلك بوقت قصير دمره صاروخ تابع لسلاح الجو الإسرائيلي.[46]
- في الساعة 10:30 دمر صاروخا من طائرة بدون طيار منزل مكون من 4 طوابق لوريثة رشاد سعيد حبيب، ويقطنه 43 شخصا، في حيالزيتون بمدينة غزة.[46]
- في الساعة 10:25 أطلق 3 صواريخ من طائرات بدون طيار دمرت شقة عائلة صلاح في مشروع إسكان الشيخ زايد، والحق أضرارا بعدد من الشقق المجاورة.[46]
- في الساعة 11:20 صباحا، شن سلاح الجو الإسرائيلي غارة على أراضي زراعية في القرارة، ومناطق معان والزنة في محافظة خان يونس، مما الحق أضرارا بعدد من المنازل المجاورة.[46]
- في الساعة 11:52 سبب صاروخ من طائرة بدون طيار أضرارا جسيمة لمنزل مكون من 3 طوابق يملكه أشرف عدنان الخطيب في مخيم النصيرات للاجئين.[46]
- في الساعة 12:00 ظهرا، استهدف صاروخ من طائرة بدون طيار مجموعة من المسلحين الفلسطينيين، مما أسفر عن مقتل واحد منهم

قاسم طلال حمدان (24 سنة) 
- في الساعة 12:15، ألحق صاروخ من طائرة بدون طيار أضرارا بمنزل خميس عبد الوهاب الصالحي المكون من 3 طوابق في مخيم النصيرات للاجئين، وأصيب 3 فلسطينيين، ورد انهم من المدنيين.[46]
- في الساعة 13:00، أصاب صاروخ أطلقته طائرة بدون طيار منزل مكون من 3 طوابق يملكه محمد أحمد أبو جحجوح في مخيم النصيرات للاجئين، وتم تدميره بعد ذلك بوقت قصير، جنبا إلى جنب مع منزل مجاور، خلال ضربة جوية تالية لسلاح الجو الإسرائيلي.[46]
- في الساعة 13:30، أصاب صاروخ يطلق من طائرات بدون طيار منزل مكون من 3 طوابق يملكه أحمد محمد النمروطي، في قرية الزوايدة، ثم بعد ذلك بدقائق دمرته غارة تالية لسلاح الجو الإسرائيلي في وقت لاحق.[46]
- في الساعة 13:50، أصاب صاروخ من طائرة بدون طيار منزل مكون من 3 طوابق يملكه عطية أبو بنات في منطقة فادوس في بيت لاهيا، والذي تم هدمه بعد ذلك في غارة تالية لسلاح الجو الإسرائيلي.[46]
- في الساعة 15:15، أصاب صاروخ من طائرة بدون طيار منزل مكون من طابقين يملكه طلال جمعة الشنبري في بيت حانون، وتبع ذلك هجوم تالي لسلاح الجو الإسرائيلي ادى لتدميره.[46]
- في الساعة 15:20، ألحق صاروخ من طائرة بدون طيار أضرارا بمنزل مكون من 5 طوابق يملكه عطا عبد الرازق المناعمة في مشروع عامر، غرب جباليا.[46]
- في الساعة 16:00، ضرب صاورخان أطلقا من طائرات بدون طيار منزل جميل خليل الدهشان المكون من طابقين في حي الزيتون (غزة)، وبعد ذلك تلاه هجوم صاروخي من سلاح الجو الإسرائيلي الحق به أضرارا جسيمة.[46]
- في الساعة 17:00، أصاب صاروخ أطلقته طائرة بدون طيار منزل العضو رأفت صالح الزاملي من سرايا القدس في حي السلام بجنوب رفح، بعد تحذير تلقاه أخيه على الهاتف، ثم دمره صاروخا تابع لسلاح الجو الإسرائيلي بعد ذلك ب 5 دقائق.[46]
- في الساعة 17:40، ضرب صاروخ أطلقته طائرة بدون طيار منزل فيصل أحمد القاضي، القائد بكتائب عز الدين القسام، وهو منزل مقابل لمدرسة رابعة العدوية في غرب مدينة رفح، ويقطنه 9 أشخاص، وقد تم تدميره في ضربه جويه لاحقه. أتصل الجيش الإسرائيلي قبل الهجوم هاتفيا بأخت زوجه القاضي لإخلاء المنزل.[46]
- في الساعة 18:25، ضرب صاروخان أطلقا من طائرات بدون طيار محيط منزل أحمد سليمان الأسطل في منطقة المواصي شمال شرق خان يونس، وبعد ذلك بوقت قصير دمرته غارة لسلاح الجو الإسرائيلي، وسبب أضرارا جانبية لدفيئات زراعية قريبة.[46]
- في الساعة 19:20، ضرب صاروخان أطلقا من طائرات بدون طيار غرفة بالقرب من مسجد المجايدة في منطقة المواصي، غرب مدينة خان يونس، مما أدى إلى إصابة 2 من الفلسطينيين، ورد انهم مدنيين.[46]
- في الساعة 19:20، ضرب صاروخان أطلقا من طائرات بدون طيار منزل مكون من طابقين يملكه خليل جميل مناع يقع في حي الزيتون (غزة)، وهدمته غارة لسلاح الجو الإسرائيلي في وقت لاحق.[46]
- في الساعة 19:20، ضرب صاروخ أطلق من طائرة بدون طيار منزل مكون من 3 طوابق يملكه محمود حسن أبو سليم في دير البلح وهدمته ضربة جوية تالية لسلاح الجو الإسرائيلي بعد ذلك بوقت قصير.[46]
- في الساعة 20:00، أصاب صاروخ من طائرة بدون طيار منزل الدكتور ناصر هاشم التتر، مدير مستشفى الشفاء في شارع النصر، بمدينة غزة. دمره سلاح الجو الإسرائيلي حوالي الساعة 15-20:10.[46]
- بعد ذلك بوقت قصير، ألحق صاروخان من طائرات بدون طيار أضرارا بالمنازل المجاورة لمنزل الدكتور التتر، والتي تملكها عائلة الزعيم، وعرضتها للتلف.
- في الساعة 20:20، بعد تنبيه بواسطة الهاتف لصاحب المطعم في الطابق الأول، ضرب صاروخان أطلقا من طائرات بدون طيار مبنى مكون من 4 طوابق في وسط خان يونس. وكانت القوات الإسرائيلية قد اتصل بصاحب المطعم تحت المبنى، وأمرت بإخلاء المبنى. ولحقت أضرار بالطابق 4، الذي تعود ملكيته لعائلة العتال.[46]
- في الساعة 22:30، أصاب صاروخ يطلق من طائرات بدون طيار منزل محمد عبد الرحمن أبو محيسن في بلدة المغراقه، ودمرته ضربة جوية تالية لسلاح الجو الإسرائيلي بعد ذلك بوقت قصير.[46]
- في الساعة 20:45، ضرب صاروخ من طائرة بدون طيار منزل عيد فهمي طنبورة في بيت لاهيا، ودمرته ضربة جوية تالية لسلاح الجو الإسرائيلي بعد 2/1 ساعة.[46]
- في الساعة 21:20، أصاب صاروخ يطلق من طائرات بدون طيار منزل أسامة ثابت أبو مور العضو بألوية الناصر صلاح الدين في قرية النصر، شمال شرق مدينة رفح، مما أسفر عن مقتل أحد أفراد اللواء وهو

قتل ماهر ثابت أبو مور (25 سنة)
وأصيبت شقيقته إيمان (20 سنة).
- في الساعة 21:35، أصاب 3 صواريخ أطلقت من طائرة بدون طيار منزل مكون من 4 طوابق لعائلة الشلفوح في مخيم جباليا للاجئين، وهدمته بعد فترة وجيزة غارة لسلاح الجو الإسرائيلي، حيث قصفته طائرة حربية إسرائيلية ودمرته.[46]
- في الساعة 21:55، أصاب صاروخ أطلق من طائرة بدون طيار حديقة منزل مستأجر من قبل حازم موسى أبو معمر في قرية النصر، شمال شرق مدينة رفح، مما أسفر عن مقتل ثلاثة من أفراد العائلة.

والد أبو معمر (56 سنة)
صدام (24 سنة) شقيقه
هنادي حمدان أبو معمر (26 سنة) أخت زوجته.
وأصيب ثلاثة أطفال
حمزة محمد أبو معمر (10 أشهر)
وليد جابر شعث (14 سنة)
إيمان حسان كوارع (13 سنة) 
- في الساعة 22:10، ألحق صاروخان أطلقا من طائرات بدون طيار أضرارا بمنزل أسامة خميس أبو عنزة في قرية عبسان الكبيرة، شرق خان يونس.[46]
- في الساعة 22:20، أطلقت طائرة حربية لسلاح الجو الإسرائيلي صاروخا على ي رقعة زراعية في قرية وادي السلقا شرق دير البلح (؟؟ مما أسفر عن مقتل / إصابة) المالك محمد سالم برايس (79 سنة).[46]
- في الساعة 22:25، ألحق صاروخ أطلق من طائرة بدون طيار أضرارا بمنزل فريد أبو راشد في شارع السكة، جباليا.[46]
- في الساعة 23:35، ضرب 3 صواريخ أطلقت من طائرة بدون طيار منزل مكون من طابقين يملكه بشير الطباطيبي في شرق جباليا، ودمرته بعد ذلك بوقت قصير غارة لسلاح الجو الإسرائيلي.[46]

## اليوم السابع: الاثنين 14 يوليو 2014
مع نهاية اليوم، كانت إسرائيل قد ضربت 163 هدف في غزة، مما أسفر عن 6 وفيات في الجانب الفلسطيني. وقد أطلق 115 صاروخ من غزة تجاه إسرائيل، ولم يسفر عن ذلك أي وفيات في الجانب الإسرائيلي.
مع دخول الضربات الجوية يومها السابع، كان عدد القتلى والجرحى الفلسطينيين قد ارتفع إلى 172 قتيلا، وما يقدر بنحو 1230 جريحا، حيث قتل رجلين اضافيين في غارات ليلية، وأصيب أكثر من 60 فلسطينيا بجروح. وفقا للحسابات الفلسطينية التي قدمها المركز الفلسطيني لحقوق الإنسان، هناك 130 من القتلى (من بينهم 35 طفلا و 26 امرأة) كانوا من المدنيين. وتم هدم مسجد النور في مدينة دير البلح في قصف جوي بالقنابل. وفقا لمنظمة حقوق الإنسان الإسرائيلية بتسيلم غير الحكومية، بحلول نهاية يوم 13 يوليو، من بين 52 من القتلي الفلسطينيين في 10 ضربات منفصلة على المنازل، هناك 19 قاصرا و 12 امرأة. ويستبعد ذلك التقييم أرقام القتلى في حادثة واحدة إضافة الي ذلك، حيث توفي 6 أفراد لأسرة فلسطينية في عملية عرفها الجيش الإسرائيلي باعتبارها عملية قتل مستهدف.
- في الساعة 00:00، أصابت ضربة جوية لسلاح الجو الإسرائيلي، للمرة الثانية منذ بداية الحرب، منزل إسماعيل غانم في منطقة الغوبون من بيت لاهيا.[46]
- في الساعة 00:00، أصاب صاروخ يطلق من طائرات بدون طيار منزل مكون من طابقين يملكه خالد أحمد مسمح في مدينة دير البلح، وتم تدميره بعد ذلك بوقت قصير في هجوم صاروخي شنه سلاح الجو الإسرائيلي.[46]
- في الساعة 01:15، أصاب صاروخ أطلق من طائرات بدون طيار منزل معين حسين عطوان المكون من طابقين في مدينة دير البلح، وبعد ذلك بوقت قصير قامت طائرة حربية تابعة لسلاح الجو الإسرائيلي بتدميره بصاروخ.[46]
- في الساعة 00:25، ألحق صاروخا أطلق من طائرة بدون طيار على منزل عائلة حسونة في مخيم جباليا للاجئين أضرارا بالمنزل.[46]
- في الساعة 00:45، أطلق صاروخ من طائرة بدون طيار على منزل رزق محمد رزق المكون من مبنيين، ويضم المبنيان 70 شخصا. بعد بضع دقائق في وقت لاحق دمرت غارة لسلاح الجو الإسرائيلي إحداهما وألحقت أضرارا جسيمة بالمبني الآخر.[46]
- في الساعة 00:45، توفي أدهم محمد عبد الفتاح عبد العال (29 سنة) متأثرا بجروح اصيب بها في هجوم لسلاح الجو الإسرائيلي على منزل عائلته.[46]
- في الساعة 01:00، دمرت غارة لسلاح الجو الإسرائيلي ورشة حدادة تابعه لأسرة البحطيطي في حي الزيتون.[46]
- في الساعة 02:00، أصابت ضربتين صاروخيتين من طائرات بدون طيار أراضي زراعية بالقرب من معهد الحاج محمد النجار للتربية في منطقة السطر الغربي في خان يونس، والحقتا أضرار بمبني قريب واصابت صاحبه.[46]
- في الساعة 02:50، أصاب صاروخ أطلق من طائرات بدون طيار منزل مكون من 3 طوابق يملكه مروان محمد أبو سواريهات في قرية الزوايدة، والحق أضرارا بالطابق الثالث.[46]
- في الساعة 03:30، أصاب صاروخان أطلقا من طائرات بدون طيار منزل من 3 طوابق يملكه جمال حسونة شملخ في حي الشيخ عجلين جنوب غرب مدينة غزة، ويقطنه 17 شخصا يعيشون فيه، ودمرته غارة لاحقة لسلاح الجو الإسرائيلي، مما أسفر عن إصابة 3 أطفال.
- في الساعة 03:30، أصاب صاروخان أطلقا من طائرات بدون طيار الطابق 8 من مبنى النرجس، حيث مكاتب وزارة الإسكان، في حي تل الهوى في مدينة غزة ودمراه جزئيا. أصيب 4 من السكان، بما في ذلك 2 من النساء وطفل.[46]
- في الساعة 03:30، أصاب صاروخان أطلقا من طائرات بدون طيار منزل عائلة مطر محمد عبدوات المكون من 3 طوابق، والذي يقطنه 10 أشخاص، وتبعها ضربة جوية لسلاح الجو الإسرائيلي دمرته، وتركت 5 أطفال مصابين بجروح.[46]
- في الساعة 03:30، قصف سلاح الجو الإسرائيلي مجمع الأنصار الأمني.[46]
- في الساعة 03:40، دمر صاروخ لسلاح الجو الإسرائيلي مسجد النور، غرب مدينة دير البلح.[46]
- في الساعة 05:00، أطلق صاروخ من طائرات بدون طيار، ودمر جزئيا منزل الناشط محمد سليمان أبو شعر في كتائب عز الدين القسام، بالقرب من مسجد الفاروق في مخيم الشابورة في رفح، بعد تنبيه الجيش الإسرائيلي لأحد الجيران بإخلاء المنزل.[46]
- في الساعة 06:10، ضربت 3 غارات جوية لسلاح الجو الإسرائيلي أراضي زراعية في قرية عبسان، شرق مدينة خان يونس.[46]
- في الساعة 07:10، أصابت 7 ضربات جوية من سلاح الجو الإسرائيلي أراضي زراعية في منطقة معن شرق خان يونس.[46]
- في الساعة 07:30، ضرب صاروخان أطلقا من طائرات بدون طيار منزل مكون من طابقين يملكة عمرو عميرة العمور، ويقطنه 14 شخصا، في الفخاري جنوب شرق خان يونس، وتبعه ضربة جوية إضراب لسلاح الجو الإسرائيلي دمرته بعد بعض دقائق في وقت لاحق.[46]
- في الساعة 08:30، ضرب 3 صواريخ أطلقت من طائرات بدون طيار منزل مصطفى عسلية المكون من طابقين في جباليا، وهدمته غارة لسلاح الجو الإسرائيلي في وقت لاحق بعدها بدقائق.[46]
- توفي أدهم محمد عبد الفتاح العبد الله متأثرا بجراحه في مدينة غزة.[49]
- قتلت هنادي حمدي معمر (27 سنة) في الغارات الجوية الإسرائيلية على خان يونس.[49]
- قتل سليمان أبو حميد الأعرج (60 سنة) في غارة جوية على مدينة دير البلح.[49]
- قتل 3 فلسطينيين في خان يونس في غارة جوية إسرائيلية.[49]

عبد الله البركة
عبسان الجديدة
تامر سالم قديح (37 سنة)
- اصيب 6 أشخاص بجروح في غارة جوية على منزل عائلة أبو عيسى في دير البلح.[49]
- قتل محمد تيسير حمدان (24 سنة) في غارة جوية.[49]
- زياد سالم الشاوي (25 سنة) توفي متأثرا بجروح اصيب بها في هجوم سابق.[49]
- زياد النجار (16 سنة) لقى حتفه عندما استهدفت دراجته النارية في غارة جوية على خان يونس.[49]

## يوم الثامن: الثلاثاء 15 يوليو 2014
مع نهاية اليوم، كانت إسرائيل قد ضربت 96 هدفا في غزة مما أسفر عن 16 حالة وفاة في صفوف الفلسطينيين. أطلق مقاتلون من غزة 156 صاروخا باتجاه إسرائيل، مما أدى إلى وفاة إسرائيلي واحد. خلال 8 أيام منذ اندلاع الأعمال العدائية، ضربت إسرائيل 1603 هدفا في غزة، مما أدى إلى وفاة 194 فلسطيني، وأطلق 1147 صاروخ من غزة، مما أدى إلى حالة وفاة واحدة في إسرائيل. قبل وقت مبكر من صباح الثلاثاء، ذكرت وكالة معا الفلسطينية أن عدد الضحايا ارتفع إلى 192 حالة وفاة بين عشية وضحاها، وأكثر من 1400 جريح.
- في الساعة 15:00، أصابت خمسة ضربات لسلاح الجو الإسرائيلي مناطق مفتوحة في بلدة القرارة والسطر الغربي، شمال غرب مدينة خان يونس.[51]
- في الساعة 15:00، أصابت غارة لسلاح الجو الإسرائيلي سقيفة على رقعة زراعية شمال غرب مدينة خان يونس. فدمرتها وقتلت شخصا واحدا.

صبحي عبد الحميد حسين موسى (78 سنة).
- في الساعة 15:30، يوم الثلاثاء، 15 يوليو 2014، أطلقت طائرة بدون طيار صاروخان ضربا منزل سليمان محمد الدحدوح المكون من 3 طوابق في حي الزيتون بمدينة غزة، ويقطنه 30 شخصا، وتبع ذلك ضربة جوية دمرته بعد بضع دقائق في وقت لاحق تدميره.[51]
- في الساعة 16:10، قامت غارة لسلاح الجو الإسرائيلي بتدمير منزل أحمد أحمد الغول (28 سنة) في مخيم الشاطئ للاجئين عن طريق صاروخين، بعد تنبيه بالاخلاء عن طريق الهاتف.[51]
- في الساعة 18:15، أطلقت طائرة بدون طيار صاروخين على منزل ورثة غانم حجاج المكون من 4 طوابق، ويقطنه 40 شخصا، في حي الشجاعية.[51]
- في الساعة 18:20، تضرر الطابق الثالث من منزل مصباح سويلم أبو غنيمة المكون من 4 طوابق في حي الشجاعية من صاروخ أطلقته طائرة بدون طيار.[51]
- في الساعة 18:30، أصاب صاروخ لسلاح الجو الإسرائيلي رجلا بجروح خطيرة ورد أنه كان يروي المحاصيل في أرضه في حي الزيتون بمدينة غزة؛ توفي الرجل لاحقا في المستشفى.[51]

إسماعيل فتوح إسماعيل فتوح (24 سنة)
- في الساعة 18:30، أصاب صاروخ أطلق من طائرات بدون طيار منزل مكون من 4 طوابق يملكه جمال الديب باكرون الذي يقطنه 50 شخصا  في حي الشجاعية، مما سبب أضرارا بالدور الرابع من المبني.[51]
- في الساعة 19:30، ضربت طائرة استطلاع إسرائيلية حديقة منزل مكون من 3 طوابق يملكه عمر خليل عمر في منطقة الشيماء في بيت لاهيا؛ وقامت ضربة جوية اضافية بعد عشرين دقيقة بالحاق أضرار واسعة بالمبني في وقت لاحق.[51]
- في الساعة 20:00، ضرب صاروخان أطلقا من طائرة إسرائيلية بدون طيار منزل غير مأهول بالسكان يملكه محمد نضال أبو شاب في قرية بني سهيلا شرق خان يونس، وسقطت عليه قذيفة لسلاح الجو الإسرائيلي مرة أخرى في 29:30. ووقع هجوم ثالث في الساعة 22:00 دمر المنزل، والحق أضرارا بمنزلين ومسجد بالقرب منه. وجرح 3 مدنيين فلسطينيين.[51]
- في الساعة 20:00، ضرب صاروخان أطلقا من طائرات بدون طيار منزل عطية إبراهيم أبو شريعة المكون من أربعة طوابق، ويقطنه 45 شخصا، في حي الصبرة، جنوب مدينة غزة.[51]
- في الساعة 21:10، ضرب صاروخان أطلقا من طائرات بدون طيار منزل يوسف عابد البنا المكون من 5 طوابق في حي الصبرة، جنوب مدينة غزة، الذي دمر ثم بعد ذلك بوقت قصير بصاروخ لسلاح الجو الإسرائيلي.[51]
- في الساعة 21:30، أطلقت طائرات سلاح الجو الإسرائيلي 3 صواريخ دمرت منزل مكون من 4 طوابق يملكه هاني يعقوب هلسة، ويقطنه 35 شخصا، في حي الشجاعية.[51]
- في الساعة 20:35، قصفت طائرات الحربية لسلاح الجو الإسرائيلي ودمرت منزل مكون من 3 طوابق يملكه صلاح عوض رجب في بيت لاهيا.[51]
- في الساعة 21:50، أصاب صاروخ أطلق من طائرة بدون طيار منزل عماد دواس في شارع الشيماء ببيت لاهيا؛ وتم تدميره في وقت لاحق بعد 10 دقائق بصاروخ لسلاح الجو الإسرائيلي.[51]
- في الساعة 22:10، قتل صاروخ أطلق من طائرة بدون طيار مقاتلا فلسطينيا بينما كان في طريقه إلى المسجد في قرية جحر الديك

خليل إبراهيم الشعافي (41 سنة).
- في الساعة 22:50، أطلق صاروخ من طائرات بدون طيار على سيارة أجرة تقل 6 ركاب فلسطينيين كانوا متجهين لمستشفى الشهيد أبو يوسف النجار في حي الجنينة، رفح، مما أسفر عن مقتل اثنين، وجرح أربعة، واحد منهم هو سائق السيارة الأجرة توفي بعد أربع ساعات.

موسى سعيد داحلز (30 سنة).
ياسر علي المهموم (18 سنة).
أحمد عادل النواجحة (23 سنة)، سائق السيارة الأجرة.
- قتل كلا من إسماعيل سليم النجار (46 سنة) ومحمد أحمد إبراهيم النجار (49 سنة) في غارة جوية بالقرب من المستوطنات الإسرائيلية التي تم إخلاؤها في عام 2005.[50]
- قتلت غارة جوية في خان يونس ثلاثة أشخاص، هم:

سليمان أبو لولي (33 سنة).
عطا الله أمور (58 سنة).
بشرى خليل زعرب (53 سنة).
- دمرت غارة جوية منزل باسم نعيم، مستشار زعيم حركة حماس إسماعيل هنية.[50]
- في الساعة 07:30 صباحا، هدمت منزلين واحد في مخيم الشاطئ للاجئين، والآخر في بيت لاهيا جراء ضربات لسلاح الجو الإسرائيلي.[50]

## اليوم التاسع: الأربعاء 16 يوليو 2014
مع نهاية اليوم، كانت إسرائيل قد ضربت 50 هدفا في قطاع غزة، مما أسفر عن 17 حالة وفاة في صفوف الفلسطينيين. واطلقت غزة 94 صاروخا تجاه إسرائيل، لم يؤدي أي منها إلى أي حالة وفاة في الجانب الإسرائيلي.
- في الساعة 00:20، دمرت طائرات لسلاح الجو الإسرائيلي منزل في جباليا مكون من 4 طوابق يملكه إسماعيل الأشقر العضو في المجلس التشريعي الفلسطيني.[51]
- في الساعة 00:35، دمرت غارة لسلاح الجو الإسرائيلي منزل في جباليا مكون من 4 طوابق يملكة موسى الحاج علي.[51]
- في الساعة 00:45، دمرت غارة لسلاح الجو الإسرائيلي منزل في جباليا مكون من طابقين يملكه زاهر رجب أبو ناصر، ودمرت أيضا قاعة اجتماعات قريبة مملوكة لأسرة رواغ.[51]
- في الساعة 01:00، دمر صاروخ أطلق من طائرة بدون طيار منزل داود حمودة المكون من طابقين في بيت لاهيا.[51]
- في الساعة 01:00، أصاب صاروخ أطلق من طائرة بدون طيار محيط مدرسة عسقلان في منطقة الفخاري جنوب شرق خان يونس.

فريد محمود أبو دقة (33 سنة) 
- في الساعة 01:40، أطلق صاروخ من طائرة بدون طيار على مبنى مكون من 5 طوابق يملكه وزير الداخلية السابق فتحي حماد في بيت لاهيا.[51]
- في الساعة 02:00، أصاب صاروخ أطلق من طائرة بدون طيار منزل محمد ديب أبو ناصر في قرية الزوايدة المكون من طابقين، وتقطنه 4 أسر، والذي تم تدميره بعد ذلك بفترة وجيزة بصاروخ لسلاح الجو الإسرائيلي.[51]
- في الساعة 02:10، أصاب صاروخ أطلق من طائرة بدون طيار منزل عائلة مطر في جباليا.[51]
- في الساعة 02:10، أصاب صاروخ أطلق من طائرة بدون طيار منزل أحمد عبد الله مشمش في قرية الزوايدة، ودمره صاروخ لسلاح الجو الإسرائيلي بعد ذلك بوقت قصير.[51]
- في الساعة 02:20، أصاب وقتل صاروخ أطلق من طائرة بدون طيار مقاتلان فلسطينيان في القرية السويدية، جنوب غرب مدينة رفح، وأصيب ثالث.

محمد عبد الله زحوق (25 سنة)
محمد إسماعيل أبو عودة (28 سنة).
- في الساعة 02:35، قتل صاروخا أطلق من طائرة بدون طيار رجلا قرب منزله في بلدة الشوكة، جنوب شرق مدينة رفح.

محمد صبري ديباري (21 سنة).
- في الساعة 03:00، قتل صاروخا أطلق من طائرة بدون طيار فلسطينيا يدعي جيزان أبو رشوان كان عائدا إلى المنزلة، ورد انه كان عائدا من عمله، جنوب شرق مدينة خان يونس.[51]

محمد تيسير يوسف شراب (23 سنة)
- في الساعة 03:10، أصاب صاروخ أطلقته طائرة بدون طيار منزل محمد عبد الله سلام العرجاني، الذي يقطنه 20 شخصا، في منطقة جيزان أبو رشوان، ورد أن ذلك حدث دون سابق إنذار، مما أسفر عن مقتل طفل وإصابة والده وأطفاله الأربعة وحفيده

عبد الله (19 سنة).
- في الساعة 03:45، دمرت غارة لسلاح الجو الإسرائيلي منزل العضوة بالمجلس التشريعي الفلسطيني، جميلة الشنطي، في جباليا.[51]
- في الساعة 04:10، أصاب صاروخ أطلق من طائرة بدون طيار منزل علي عبيد أبو غرقود في قرية الزوايدة، ويقطنه 15 شخصا، ودمرالمنزل بعد ذلك بوقت قصير بصاروخ لسلاح الجو الإسرائيلي.[51]
- في الساعة 04:20، هدمت غارة لسلاح الجو الإسرائيلي منزل مكون من 5 طوابق تعود ملكيته لأبناء إبراهيم عبد الفتاح كتكت في جباليا.[51]
- في الساعة 06:30، أصاب صاروخ أطلق من طائرة بدون طيار منزل مكون من طابقين في مخيم النصيرات للاجئين يملكه جمال أحمد الأسمر، ويقطنه 6 أشخاص، ودمرته غارة لاحقة بعد ذلك بوقت قصير.[51]
- في الساعة 06:40، قتل صاروخ أطلق من طائرة بدون طيار رجل يعمل في أرضه شرقي رفح.

أشرف فارس أبو شنب (26 سنة) 
- في الساعة 06:40، ألحق صاروخان أطلقا من طائرات بدون طيار أضرارا بمنزل منير أبو حطب في مخيم خان يونس للاجئين.[51]
- في الساعة 07:00، أصاب صاروخ أطلق من طائرة بدون طيار منزل مكون من طابقين في دير البلح يملكه فتحي إبراهيم عابد، ويقطنه 18 شخصا، ودمره صاروخ لسلاح الجو الإسرائيلي بعد ذلك بوقت قصير.[51]
- في الساعة 07:10، ضربت 3 صواريخ أطلقت من طائرات بدون طيار منزل محمد محمود القاضي في حي الصيامات شمال مدينة رفح، والذي يقطنه 12 شخصا، وهدمته ضربة جوية لاحقة بعد ذلك بوقت قصير.[51]
- في الساعة 08:05، ضربت 3 صواريخ أطلقتها 3 طائرات بدون طيار منزل مكون من طابقين يملكه صبحي داود أبو شعر، والذي يقطنه 30 شخصا، في مخيم الشابورة للاجئين في رفح، وهدمته ضربة جوية لسلاح الجو الإسرائيلي لاحقا.[51]
- في الساعة 09:30، دمرت غارة لسلاح الجو الإسرائيلي منزل خالد عطايا الكيلاني في منطقة الشيماء في بيت لاهيا.[51]

## اليوم الثاني والعشرون - عيد الفطر: الاثنين 28 يوليو 2014
صادف هذا اليوم من العدوان الإسرائيلي على غزة انقضاء شهر رمضان وحلول عيد الفطر حيث وافقت حركة حماس وجميع الفصائل الفلسطينية المقاومة بطلب من الامم المتحدة على تهدئة إنسانية مدتها 24 ساعة تراعي ظروف عيد الفطر، تبدأ من الساعة الثانية ظهر يوم الأحد، ولكن الجانب الإسرائيلي قابل المبادرة بالرفض وعلق المتحدث باسم الحكومة الإسرائيلية يقول: «لا تعليق لدي إلى الآن على موافقة الفصائل الفلسطينية بتجديد التهدئة».
عصر يوم الاثنين قام الجيش الإسرائيلي بشن غارة على حديقة يلهون فيها أطفال بمناسبة يوم العيد فخلفت الغارة 10 شهداء و 40 اصابة جميعهم من الأطفال وشوهد بقايا الدماء وآثار لالعاب منتشرا في الحديقة.
بالإضافة إلى ذلك خلف العدوان الإسرائيلي على قطاع غزة يوم الاثنين 28 يوليو 2014 :
ارتقاء 6 شهداء منهم 5 نساء ونحو 20 إصابة نتيجة استهداف الطائرات الحربية الإسرائيلية منزل لعائلة أبو زيد قرب صالة حمدان في مدينة رفح جنوب قطاع غزة.
ارتفاع عدد شهداء مجزرة عائلة أبو زيد إلى "8" شهداء من النساء والأطفال وما زال البحث جاري تحت الأنقاض.
انتشال شهيدة طفلة مجهولة الهوية في استهداف منزل عائلة الفار بالوسطى.
استشهاد فلسطيني واصابة ثلاثة آخرين في قصف إسرائيلي استهدف منزل في شارع الجلاء بغزة.
15 اصابة معظمهم أطفال في قصف مدفعي على بلوك 7 في مخيم البريج وسط قطاع غزة.
إطلاق قنابل انارة في فوق مجمع الشفاء الطبي وسط مدينة غزة.
اشتعال النيران في مبنى قرب الجامعة الإسلاميّة بغزّة جرّاء سقوط قنابل ضوئيّة أطلقها الاحتلال في سماء غزة.
لتكون حصيلة اليوم الثاني والعشرين للعدوان الإسرائيلي على قطاع وفي أول أيام عيد الفطر 47 شهيداً منهم 12 شهيد تم انتشالهم من شرق خزاعة وشرق غزة ونحو 220 جريح.

## وصلات خارجية
- ضحايا غزة: قائمة الفلسطينيين الذين قتلوا في الهجوم الإسرائيلي المستمر نسخة محفوظة 11 يوليو 2014 على موقع واي باك مشين.
- قائمة ضحايا غزة
- المركز الفلسطيني لحقوق الإنسان (PCHR)
- غزة ما بعد الحرب